# 안양교도소
안양교도소(安養矯導所, Anyang Correctional Institution)는 대한민국의 교도소이다. 경기도 안양시 동안구 경수대로508번길 42(호계3동 1007)에 위치하고 있다.
수원지방검찰청 안양지청 및 수원지방법원 안양지원에 관할사건에 한해 미결수용자도 수용한다.
안양교도소장은 서기관으로 보한다.

## 연혁
- 1946년 4월 7일: 마포형무소 설치
- 1961년 12월 23일: 마포교도소로 변경
- 1963년 9월 3일: 안양교도소로 변경

## 조직
소장
| - 총무과 - 보안과 - 출정과 - 분류심사과 | - 직업훈련과 - 민원과 - 사회복귀과 | - 복지과 - 의료과 - 시설과 |

## 주요 수감자
- 전두환[3] 대한민국 제11~12대 대통령
- 이청연 전 인천광역시교육청 교육감
- 최경환 전 국회의원
- 안희정 전 충청남도지사- 2019년 2월 서울남부구치소에서 이감[4]
- 이명박 대한민국 제17대 대통령 - 2021년 2월 서울동부구치소에서 이감

## 같이 보기
- 법무부
- 서울지방교정청
- 수원지방검찰청 안양지청
- 수원지방법원 안양지원
- 경기도남부지방경찰청